# Ruthénium natif
Le ruthénium natif est une espèce minérale naturelle, corps simple métallique, extrêmement dense et très rare de formule chimique Ru (Ir, Os)  ou Ru (Ir) correspondant principalement à l'élément chimique ruthénium noté Ru. Le ruthénium appartient à la classe minéralogique des éléments natifs, en particulier il s'agit d'un métal natif. Il est presque toujours associé intimement à l'iridium et à l'osmium jusqu'à des teneurs dépassant souvent le quart surtout pour l'iridium.
Ce platinoïde léger se présente le plus communément en grains opaques à éclats métalliques, très souvent inclus dans le platine natif, et avec les milieux rocheux ultrabasiques potentiellement platinifères avec la laurite de même que dans les principaux placers fluviaux ou marins, actuels ou fossiles, typique du platine natif ou de rutheniridosmine.

## Historique de la description et de l'appellation
Le topotype est le district minier et le placer d'Horakanai sur la rivière Uryu ou Uryugawa, municipalité d'Uryu-gun, de la province Kamikawa sur l'île d'Hokkaïdo au Japon. L'espèce minérale très rare en inclusion dans le platine natif est acceptée sous le code IMA1974-013 par l'IMA en 1974. Les échantillons topotypes sont observables au musée de l'université de Kagoshima.
Ce n'est qu'en 1844 que le chimiste russo-allemand Carl Ernst Klaus obtient 6 grammes de ce corps simple pur et démontre qu'il est bien issu d'un élément particulier, qu'il nomme ruthenium en latin, du mot greco-latin Ruthenia signifiant l'ensemble Russie-Ukraine en langue savante, qualifiant le platine d'où cet élément est extrait.
Un synonyme est l'iridrhodruthenium (alliage à 20 à 25 pour cent d'iridium et de rhodium).
Un autre corps différent rutheniridosmium mentionne des composés à fortes teneurs conjointes et majoritaire d'Os et d'Ir.

## Cristallographie et cristallochimie
La maille de son système cristallin est hexagonale compacte. Mais sa densité n'est en pratique pas si élevée que celle de l'osmium natif.
Le minéral fait partie du groupe chimique du platine, rassemblant des éléments natifs métalliques dit platinoïdes au sens chimique. 
Ruthèniridosmine et osmium natif appartiennent au même groupe d'espace, mais non l'iridium natif, rhodium natif, palladium natif et platine natif.
D'un point de vue cristallo-chimique, il fait partie du groupe homosymétrique de l'osmium selon la classification de Dana. Ce groupe compte l'osmium, le ruthénium natif, le ruthèniridosmine, l'hexaferrum, l'hexamolyddenum, l'alliage minérale de symétrie hexagonale (Ni, Fe, Ir) numéroté IMA2008-055 ou garutiite.
Selon la classification de Strunz, l'osmium natif (Os, Ir), la ruthéniridosmine (Ir, Os, Ru) et le ruthénium natif sont placés dans le même groupe de symétrie.

## Propriétés physiques et chimiques, toxicologie
Ce métal blanc gris blanc argenté et à lustre métallique de la famille des platinoïdes léger avec l'osmium natif Os et l'iridium natif Ir est dur, mais fragile et cassant. Il peut être pulvérisé en poudre fine. Ce métal très dur et cassant est très difficile à travailler, comme à obtenir en lingot sans un savoir-faire maîtrisé.
Le ruthénium ne s'altère pas à l'air ou à l'eau.

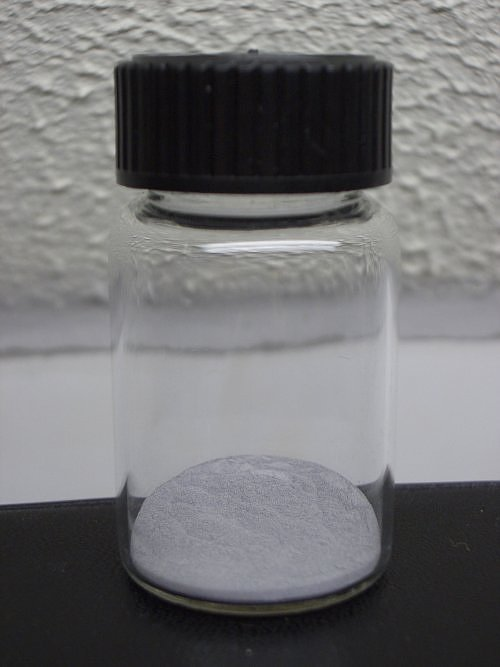
Ruthénium purifié chimiquement

Il est stable sur un plan chimique et son point de fusion à 2 334 °C est élevé. Il a une tension de vapeur très faible.
Il s'agit d'un métal, bon conducteur de la chaleur et de l'électricité.
Chauffé, le ruthénium réagit avec le gaz oxygène et les corps chimiques oxydants, comme les halogènes.
Il est inattaquable par les bases et acides fortes. L'eau régale ne le dissout que très lentement à chaud. Il est insoluble dans l'ammoniac liquide. L'attaque en milieu alcalin nécessite l'action de composés alcalins fondus, tels qu'un mélange anhydre et liquide de soude caustique et d'oxyde de sodium.
Les alliages avec le platine et le palladium sont stables et très durs. Ils peuvent servir de contacts électriques, dans divers relais et contacteurs électriques, mais aussi en bijouterie, comme pointe de stylo ou pièce de résistance mécanique. Le ruthénium a l'intéressante propriété d'augmenter la dureté des alliages de Pt et de Pd.
Il augmente également, ajouté en très faible proportion, la résistance à la corrosion du titane.  Cette dernière donnée croît d'un facteur 100 avec une simple addition de 0,1 % en masse de Ru. 
Il a pourtant des propriétés physico-chimiques remarquables, en termes d'adsorption et de catalyse multiples tant en oxydation qu'en réduction. Comme le platine, il est un catalyseur pour la molécule d'hydrogène.

### Analyse, distinction
Le terme ruthénium s'applique à une multitude d'alliage de maille hexagonale, où l'élément ruthénium est prédominant.
Les impuretés les plus communes sont le platine Pt, le rhodium Rh, le palladium Pd si on considère que les autres platinoïdes iridium Ir et osmium Os sont généralement présentes dans la composition des échantillons d'osmium natif. Il y a aussi le Fe, Ni, Cu.

### Toxicité
L'osmium natif, compacte et stable à température ambiante, n'est potentiellement toxique que si sa couche de passivation d'oxydes libère du tétraoxyde de ruthénium.

## Gîtologie, occurrences et gisements
Il apparaît le plus souvent dans les gîtes associés aux roches magmatiques éruptives ultrabasiques. Ce sont des roches (ultra)mafiques, c'est-à-dire des roches basiques à ultrabasiques, qui livrent le plus facilement des échantillons inclus de ruthénium natif.
Après érosion des gisements, ces fins morceaux et particules, souvent en particules insérés dans une phase majoritaire, se retrouvent avec le sable des placers. Les placers des rivières aux sables potentiellement aurifères ou platinifères dévoilent très souvent des paillettes et amas tabulaire plus ou moins roulés. Dans les placers ou sur les sites miniers de platinoïdes de l'Oural, la proportion de platine est estimée à 85 %, l'iridium à 4 %, l'osmium à 1 %, le ruthénium à 0,4 %... 
Il apparaît à l'état de traces parfois non négligeables dans les minerais de Fe, Ni, Cu.
Minéraux associés : métaux natifs parmi lesquelles les autres platinoïdes ainsi que l'or natif, alliage à base de Pt (syssertskite, newjanskite), alliage à base de Ru, sperrylite PtAs2, cooperite PtS, laurite RuS2, vysotskite (Pd, Ni)S, braggite (Pd,Pt,Ni)S, sulfures (lors des cristallisations hydrothermales), vassilite (Pd, Cu)16(S, Te)7, chromite, magnétite, limonite, minéraux des ophiolites

### Gisements relativement abondants ou caractéristiques
- Afrique du Sud

Bushveld ou Bushvoeld Complex, Province Limpopo
à l'est de cette zone précédente, Mpumalanga Province.
- Autriche

En (micro)insertion dans le massif de roches ultramafiques de Kraubath, Styrie
- Australie

rivière Wilson, district minier de Rosebery, Tasmanie
- Bulgarie

Blagoevgrad
- Canada

complexe ophiolitique de la baie verte, Newfoundland, Labrador
dépôt Wellgreen à base de Cu–Ni–Pt–Pd, Territoire du Yukon
Québec
- Chine

champ aurifère de Shihu-Tuling, Hebei
champ aurifère de Nuanquanzi, Liaoning, Mandchourie
ophiolites de Luobusha (préfecture Shannan) et de Donqiao (préfecture Nagchu), région autonome du Tibet
- Colombie

Rio Pilpe, Municipalité de Guapi, département Cauca, district de Papayan
- États-Unis

Arkansas
Placers près des monts Klamath, comté Trinity, placers de la rivière Yuba, dans les comtés Yuba et Nevada, Californie
Placers de Kubli Ranch, comté Jackson, Oregon
Tennessee Pass, comté Josephine, Oregon
- Éthiopie

rivière Tumet, région Assosa, province de Benshangul-Gumaz
- France

Alluvions noires de la Durance, secteur de Peyrolles-en-Provence, Bouches-du-Rhône
- Indonésie

Tanah Laut (Pontijn), île Kalimantan (sud de Bornéo)
- Japon

Placers géotype, île d'Hokkaïdo
- Mongolie

Massif du Naran, montagne du Khan-Taishirin-Ula, Dzavhan Aimag (Zavkhan Aimag)
- Nouvelle-Zélande

placer de la rivière Waiau, ouest de l'île du Sud
- République Dominicaine

Mine de Ni dans la latérite, Loma Peguera, Bonao, Province Monseñor Nouel
- Russie

Dépôts de Sopcheozerskoe, Toundra de Monche, Péninsule de Kola, région de Mourmansk
Premiers placers d'Olkhovaïa dans les régions extrêmes-orientales proches du Kamtchatka
dans certains cours d'eau des monts Oural, par exemple au sud, sur le haut cours de la rivière Miass River, Zlatoust, Chelyabinsk Oblast Monts Ilmen, au centre près de Nizhni Tagil, sur les rivières Neiva et Aktaï dans l'Oblast Sverdlovskaya
- Turquie

dans les ophiolites de Muğla près de la mer Égée
- Tchéquie

traces dans les placers riches en grenats et en pyrope, du secteur de Vestřev, région de Hradec Králové, Monts de Bohême

## Usages
Il s'agit d'un métal relativement précieux par sa rareté. Il s'agit d'un substitut du platine en bijouterie.
Le ruthénium est très usité dans les alliages. Il renforce efficacement leur dureté.
Dispersé sur des grandes surfaces spécifiques, il est utilisable en catalyse d'hydrogénation, par exemple il figure parmi les premiers catalyseurs du procédé Haber-Bosch de synthèse de l'ammoniac.